# Комекши
Комекши (каз. Көмекші) — село в Казталовском районе Западно-Казахстанской области Казахстана. Входит в состав Жанажолского сельского округа. Код КАТО — 274845300.

## Население
В 1999 году население села составляло 477 человек (244 мужчины и 233 женщины). По данным переписи 2009 года, в селе проживали 383 человека (207 мужчин и 176 женщин).